# Bailleau-Armenonville
Bailleau-Armenonville är en kommun i departementet Eure-et-Loir i regionen Centre-Val de Loire strax norr om centrala Frankrike. Kommunen ligger i kantonen Maintenon som tillhör arrondissementet Chartres. År 2022 hade Bailleau-Armenonville 1 322 invånare.

## Befolkningsutveckling
Antalet invånare i kommunen Bailleau-Armenonville
Referens:INSEE